# Flow (rap)
Flow wordt in de hiphop gebruikt als een van de kenmerken van rap.
Het geeft de wijze aan waarop de rapper woordritme, woordkeuze, intonatie en snelheid combineert. In competitieverband worden de zogenaamde lines (raptekst) meestal beoordeeld op gebied van flow, content en delivery. Deze laatste omschrijft het gevoel dat de rapper aan zijn tekst geeft, onder andere de emoties in de stem. Aangezien delivery en flow nauw samenhangen, worden ze vaak als één onderdeel beschouwd.